# NGC 7746
NGC 7746 (другие обозначения — PGC 72319, UGC 12768, MCG 0-60-43, ZWG 381.40) — линзообразная галактика (S0) в созвездии Рыбы.
Этот объект входит в число перечисленных в оригинальной редакции «Нового общего каталога».